# Air Armenia

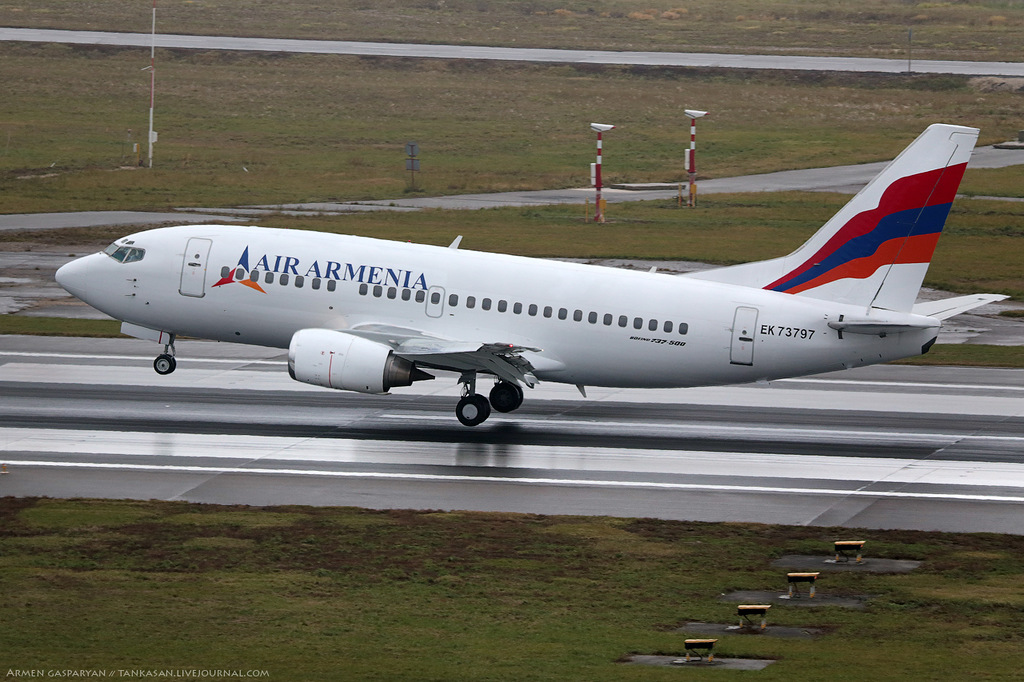
Aeronave de Air Armenia

Air Armenia fue una aerolínea con base en Yerevan, Armenia. Operaba destinos dentro de la CEI y en Europa. Su base era el Aeropuerto Internacional Zvartnots, en la ciudad de Yerevan. Cesó sus operaciones en 2014.

## Historia
Air Armenia fue establecida en 2003 y comenzó sus operaciones el 18 de marzo de 2003.
Después de la liquidación de Armavia en 2013, Air Armenia anunció sus planes de lanzar servicios de pasajeros también, y se convirtió en la mayor compañía aérea de Armenia. [2] [3] En julio de 2013, el Departamento General de Aviación Civil de Armenia otorgó designaciones de Air Armenia para operar vuelos de pasajeros.
El 29 de octubre de 2014, la aerolínea suspendió todas las operaciones hasta al menos el 20 de diciembre debido a problemas financieros. 
Un fondo de inversión ucraniano anunció el pasado viernes la compra de una participación del 49 por ciento en la aerolínea líder de Armenia, comprometiéndose a ayudar a reiniciar pronto sus vuelos comerciales. Vladimir Bobylev, el director ejecutivo del East Prospect Fund, se comprometió a invertir al menos $ 30 millones en la problemática aerolínea Air Armenia. Las agencias de noticias armenias lo citaron diciendo que planea reemplazar y expandir la pequeña flota de aviones de la compañía en los próximos meses.

## Flota
En marzo de 2011 la flota de Air Armenia incluía cinco unidades:
- 2 Antonov An-12BK
- 1 Antonov An-12BP
- 1 Antonov An-12TB
- 1 Antonov An-32B